# Центр водных видов спорта (Лондон)
Центр водных видов спорта (англ. London Aquatics Centre) — крытый объект, вмещающий в себя два 50-метровых плавательных бассейна и 25-метровый бассейн дайвинга, который был одним из главных мест в Лондоне на Олимпийских и Паралимпийских играх 2012, в нем проводится чемпионат Европы по водным видам спорта 2016.

## История

### Дизайн
Дизайн-проект центра, разработанный в 2004 году архитектором Захой Хадид, получил приз Притцкеровской премии прежде, чем Лондон выиграл право на проведение Летних Олимпийских игр 2012. Центр расположен в Олимпийском парке в Стратфорде на востоке Лондона. Он был построен рядом с ареной по водному поло, напротив Олимпийского стадиона на противоположном берегу Дорни Лейк. С его отличной архитектурой и изогнутой крышей, это будет первое место, которое посетители увидят при входе в Олимпийский парк. Архитектор проекта Джим Heverin. Высота 45 метров, 160 метров в длину и 80 метров в ширину.

### Строительство
Контракт на строительство водного центра был подписан с компанией Balfour Beatty в апреле 2008 года. В то же время было отмечено, что в центре будет стоить примерно в три раза больше, чем было первоначально запланировано, на общую сумму около £ 242m. Увеличение расходов было обусловлено инфляцией строительства и увеличения НДС, а также включены ориентировочная стоимость преобразования объекта общего пользования после Олимпийских и Паралимпийских игр.
Несмотря на увеличение затрат, центр должен оставаться в рамках общего бюджета строительства для события, которое приблизительно £ 6.09bn.
Строительство началось в июле 2008 года и было завершено в июле 2011 года.
Алюминиевая крыша была предоставлена Kalzip. Стальная конструкция была построена в сотрудничестве с инженерной компанией Rowecord.
Стальная крыша весит 3200 тонн. Три бассейна удерживают около 10 миллионов литров воды.

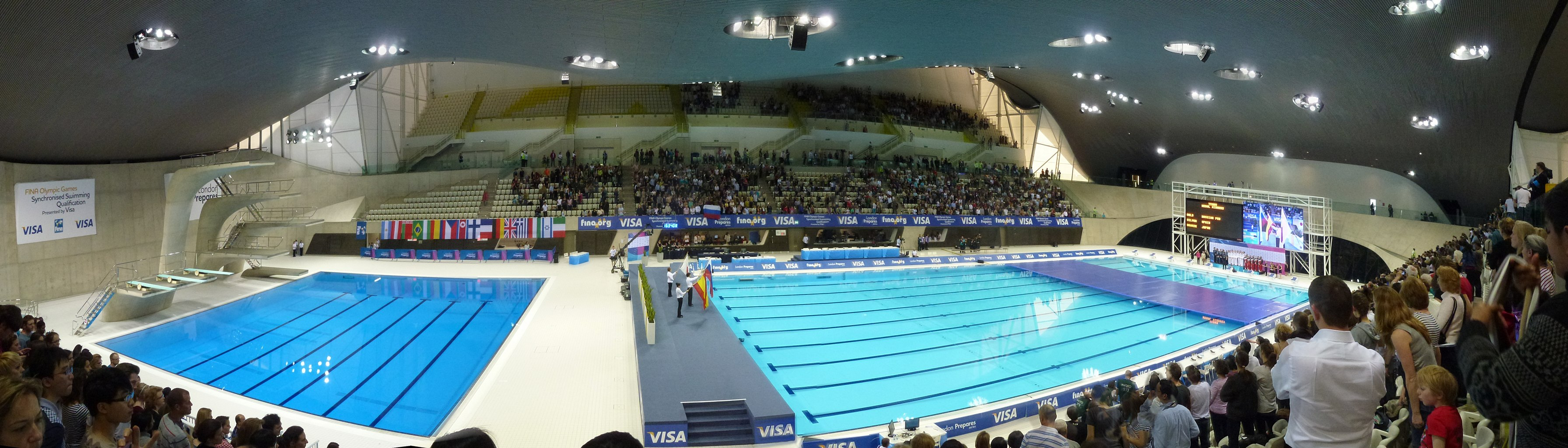
Панорама внутреннего облика центра

## Использование
Центр будет использоваться для Олимпийских видов спорта, таких как плавание, прыжки в воду, синхронное плавание, а также для соревнований Паралимпийских игр.

### Вместимость
Во время Олимпийских игр центр вмещал 17 500 зрителей. После игр вместимость была снижена до 2500.

### Значение
Ожидается, что центр будет являться заменой центру Crystal Palace National Sports Centre в южном Лондоне как ведущий центр Лондона для спортивных водных соревнований.